# 康斯坦丝·琼斯
康斯坦丝·琼斯（英語：Constance Jeans，1899年8月23日—1984年3月31日），英国女子游泳运动员。她曾代表英国参加1920年和1924年夏季奥林匹克运动会游泳比赛，获得二枚银牌，均来自女子4×100米自由泳接力项目。